# Adrián López Álvarez
Pour les articles homonymes, voir Adrián López et López.
Ne pas confondre avec le footballeur Adrián López Rodríguez.
Adrián López Álvarez, né le 8 janvier 1988 à Teverga (Asturies, Espagne), est un footballeur espagnol qui évoluait au poste d'avant-centre.

## Parcours

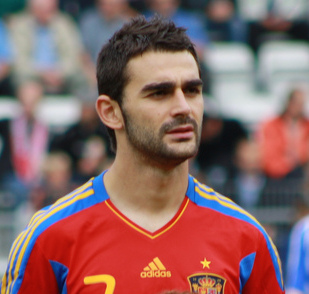

En 2007, il dispute la Coupe du monde de football des moins de 20 ans au Canada avec l'Espagne. Il est durant la compétition l'un des points forts de l'équipe et remporte le soulier d'argent avec un total de cinq buts.
Adrián López marque son premier but en Première Division avec le Deportivo La Corogne contre le FC Barcelone. 
En 2011, il signe avec l'Atlético Madrid pour une durée de quatre ans. Le 30 mars 2014, il marque face Chelsea, victoire 3-1 des Colchoneros, qui qualifie l'Atletico pour la finale de la Ligue des champions face aux rivaux du Real Madrid. 
En 2014, il signe avec le FC Porto pour un contrat de cinq ans.
Il inscrit son premier quadruplé pour les Dragões le 20 octobre 2018 en Coupe du Portugal face à Vila Real.
Il débute avec l'équipe d'Espagne sous les ordres de Vicente del Bosque le 26 mai 2012 lors d'un match amical face à la Serbie, match au cours duquel il marque un but.

## Palmarès
- Atlético de Madrid :
  - Vainqueur de la Ligue Europa : 2012
  - Vainqueur de la Coupe d'Espagne : 2013
  - Championnat d'Espagne : 2014

- FC Porto :
  - Vainqueur de la Supercoupe du Portugal : 2018

- Espagne espoirs :
  - Vainqueur du championnat d'Europe espoirs : 2011